# Eleccions al Consell General dels Pirineus Orientals 2015
Les eleccions al Consell General dels Pirineus Orientals de 2015 elegiren els consellers del Consell General dels Pirineus Orientals. Les eleccions tingueren lloc els dies 22 de març i 29 de març del 2015.

## Context

### Assemblea sortint
Abans de les eleccions, el Consell General dels Pirineus Orientals era presidit per Hermeline Malherbe-Laurent (PS). Comprenia 31 consellers generals elegits en 31 cantons dels Pirineus Orientals. Després de la reforma cantonal de 2014, són 34 consellers departamentals els que són elegits en els 17 nous cantons dels Pirineus Orientals.
| Partit                            | Sigles | Sigles | Electes |
| --------------------------------- | ------ | ------ | ------- |
| Majoria (21 escons)               |        |        |         |
| Partit Socialista                 |        | PS     | 17      |
| Partit Comunista Francès          |        | PCF    | 3       |
| Diversa esquerra                  |        | DVG    | 1       |
| Oposició (10 escons)              |        |        |         |
| Unió per a un Moviment Popular    |        | UMP    | 4       |
| Diversa dreta                     |        | DVD    | 4       |
| Unió de Demòcrates i Independents |        | UDI    | 2       |
| Presidenta del Consell General    |        |        |         |
| Hermeline Malherbe-Laurent (PS)   |        |        |         |

### Nou mapa dels cantons

Llista de cantons
1- Els Aspres, 2- El Canigó, 3- La Costa Sorrenca, 4- La Costa Salanquesa, 5- La Costa Vermella, 6- Perpinyà-1, 7- Perpinyà-2, 8- Perpinyà-3, 9- Perpinyà-4, 10- Perpinyà-5, 11- Perpinyà-6, 12- La Plana d'Illiberis, 13- Els Pirineus Catalans, 14- El Riberal, 15- La Vall de l'Aglí, 16- La Vall del Tet, 17- Vallespir-Albera

## Candidatures

### Partit Socialista
- Candidata a la presidència: Hermeline Malherbe.
- Partits polítics integrants: Partit Socialista (PS).

### Catalans Gagnants
- Nom de la candidatura: Catalans Gagnants.[2]
- Candidat a la presidència: Jean Castex.
- Partits polítics integrants: Unió per a un Moviment Popular (UMP), Unió de Demòcrates i Independents (UDI), Convergència Democràtica de Catalunya (CDC) i Unitat Catalana (UC).

### Partit Comunista Francès
- Partits polítics integrants: Partit Comunista Francès (PCF).

### L'Olivier
- Nom de la candidatura: L'Olivier.[3]
- Candidat a la presidència: Bruno Delmas.
- Partits polítics integrants: L'Olivier i Moviment Demòcrata (MoDem).

### Europa Ecologia Els Verds
- Candidata a la presidència: Agnès Langevine.
- Partits polítics integrants: Europa Ecologia Els Verds (EELV).

### Partit d'Esquerra
- Partits polítics integrants: Partit d'Esquerra (PG).

### Front Nacional
- Candidata a la presidència: Marie-Thérèse Costa-Fesenbeck.
- Partits polítics integrants: Front Nacional (FN).

## Resultats per cantó

### Cantó dels Aspres
| Candidats           | Candidats                    | Partits          | Partits          | Primera volta | Primera volta | Segona volta | Segona volta |
| Candidats           | Candidats                    | Partits          | Partits          | Vots          | %             | Vots         | %            |
| ------------------- | ---------------------------- | ---------------- | ---------------- | ------------- | ------------- | ------------ | ------------ |
| 1                   | René Olive*                  |                  | PS               | 4.320         | 33,75         | 5.518        | 41,29        |
| 1                   | Édith Pugnet                 |                  | PCF              | 4.320         | 33,75         | 5.518        | 41,29        |
| 2                   | Daniel Mach                  |                  | UMP              | 3.466         | 27,08         | 3.623        | 27,11        |
| 2                   | Marie-Thérèse Sanchez-Schmid |                  | UMP              | 3.466         | 27,08         | 3.623        | 27,11        |
| 3                   | Franck Huette                |                  | EELV             | 1.063         | 8,30          |              |              |
| 3                   | Élisabeth Wilain             |                  | EELV             | 1.063         | 8,30          |              |              |
| 4                   | Georges Puig                 |                  | FN               | 3.951         | 30,87         | 4.224        | 31,60        |
| 4                   | Claudine Verplanken          |                  | FN               | 3.951         | 30,87         | 4.224        | 31,60        |
|                     |                              |                  |                  |               |               |              |              |
| Inscrits            | Inscrits                     | Inscrits         | Inscrits         | 22.743        | 100,00        | 22.743       | 100,00       |
| Abstencions         | Abstencions                  | Abstencions      | Abstencions      | 9.392         | 41,30         | 8.812        | 38,75        |
| Votants             | Votants                      | Votants          | Votants          | 13.351        | 58,70         | 13.931       | 61,25        |
| Blancs              | Blancs                       | Blancs           | Blancs           | 375           | 2,81          | 384          | 2,76         |
| Nuls                | Nuls                         | Nuls             | Nuls             | 176           | 1,32          | 182          | 1,31         |
| Vots a candidats    | Vots a candidats             | Vots a candidats | Vots a candidats | 12.800        | 95,87         | 13.365       | 95,94        |
| * conseller sortint |                              |                  |                  |               |               |              |              |

### Cantó del Canigó
Conseller general: 
Candidats:
- Ségolène Neuville (PS) i Alexandre Reynal (PS)
- Pierre Serra (PCF) i Renée Alberni (PCF)
- Claude Ferrer (UMP) i Anne-Marie Canal (UMP), candidatura de UMP, CDC i UC.
- Armelle Guillemot (PG) i Sylvain Guérin (EELV)
- François de la Robertie (FN) i Odile Lemaire (FN)

### Cantó de la Costa Sorrenca
Conseller general: 
Candidats:
- Thierry del Poso (UMP) i Armande Barrère (UMP)
- Jean Jouandet (L'Olivier) i Frédéric Belmas (L'Olivier)
- Nadine Pons (PCF) i Alain Levraut (PS)
- Xavier Baudry (FN) i Catherine Pujol (FN)

### Cantó de la Costa Salanquesa
Conseller general: 
Candidats:
- Alain Got (UDI) i Mathilde Ferrand (UMP)
- José Puig (DVD) i Madeleine Garcia-Vidal (DVG)
- Daniel Philippot (FN) i Martine Guérin (FN)
- Jean Vilert (PCF) i Véronique Missud (PCF)

### Cantó de la Costa Vermella
Conseller general: 
Candidats:
- France Beltrami (UMP) i Jean-Pierre Romero (UMP), candidatura de UMP, UDI, CDC i UC.[5]
- Michel Moly (PS) i Marina Parra-Joly (PS)
- David Marais (Ciutadans Ecologistes i Solidaris) i Audrey-Quintane (CES)
- Philippe Grosbois (FN) i Audrey Barba (FN)
- Guy Esclopė (PRG) i Hermine Bres (SE)

### Cantó de Perpinyà 1
Conseller general: 
Candidats:
- Ruchard Puly-Belli (UMP) i Annabelle Brunet (UDI)
- Michel Roca (L'Olivier) i Myriam SUbiros (L'Olivier)
- Nicole Gaspon (PCF) i Gérard Doz (PS)
- Bernard Reyes (FN) i Marie-Thérèse Costa-Fesenbeck (FN)
- Marie Morant (Désobéir) i Jimmy Paradis (Désobéir)
- Mounira Chichti (UDI) i Samir Zrouki (SE)

### Cantó de Perpinyà 2
Conseller general: 
Candidats:
- Jean Sol (UMP) i Joëlle Anglade (UMP)
- Nathalie du Lac (L'Olivier) i Maurice Maréchal (L'Olivier)
- Raymond Bonnet (PS) i Sarah Martin (DVG)
- Agnès Langevine (EELV) i Olivier Lambert (SE)[6]
- Robert Ascensi (FN) i Irina Fortánek (FN)
- Jean Alvarez (PCF) i Michelle Kerambellec (PCF)

### Cantó de Perpinyà-3
Conseller general: 
Candidats:
- Olivier Amiel (SE) i Caroline Ferrière (UMP)
- Jean Vila (PCF) i Françoise Fiter (PCF)
- Alexandre Bolo (FN) i Claudine Fuentes (FN)
- Kévin Courtois (Désobéir) i Paule-Martine Kerhino (Désobéir)

### Cantó de Perpinyà 4
Conseller general: 
Candidats:
- Romain Grau (UDI) i Isabelle de Noell-Marchesan (UMP)
- Bérangère Givanovitch (PS) i Jérôme Pasinetti (PS)
- Michel Franquesa (PCF) i Véronique Mamou (PCF)
- Jean-Yves Gatault (FN) i Clotilde Font (FN)

### Cantó de Perpinyà 5
Conseller general: 
Candidats:
- Jean-Marc Palma (UMP) i Véronique Vial (UMP)
- Fabienne Meyer (L'Olivier) i Philippe Prieur (L'Olivier)
- Toussainte Calabrèse (PS) i Jean-Louis Chambon (PS)
- Francis Daspe (PG) i Isabelle Pieropan (EELV)
- Michel Guillemaud (FN) i Bénédicte Marchand (FN)

### Cantó de Perpinyà 6
Conseller general: 
Candidats:
- Chantal Gombert (UDI) i Bernard Lamothe (UMP)
- Nicole Comaills (L'Olivier) i Robert Cuadrat (L'Olivier)
- Hermeline Malherbe (PS) i Jean Roque (PS)
- Alain Bobo (EELV) i Lesli Remi (SE)[7]
- Philippe Symphorien (FN) i Anne-Marie Bousquet (FN)

### Cantó de la Plana d'Illiberis
Conseller general: 
Candidats:
- Nicolas Garcia (PCF) i Marie-Pierre Sadourny (PS)[8]
- Yves Barniol (UC) i Catherine Jourda (UDI), candidatura de UMP, UDI, CDC i UC.[9]
- Axel Barrière (L'Olivier) i Martine Leroy (L'Olivier)
- Jean-Philippe Gaulard (FN) i Dominique Regnier (FN)

### Cantó dels Pirineus Catalans
Conseller general: 
Candidats:
- Jean Castex (UMP) i Hélène Josende (UMP), candidatura de UMP, UDI, CNI, CDC i UC.[10]
- Georges Armengol (PS) i Eliane Jarycki (PS)
- Caroline Blazin (EELV) i Maurice Picco (EELV)
- Serge Bastide (PCF) i Evelyne Sallanne (PCF)
- Alexandre Marius-Souaillat (FN) i Nelly Saint-André (FN)

### Cantó del Riberal
Conseller general: 
Candidats:
- Robert Vila (UMP) i Nathalie Piqué (UMP)
- Bruno Delmas (L'Olivier) i Christine Espert (L'Olivier)
- François Figueras (PS) i Priscilla Beauclair (FDG)
- Sophie Rouaud (SE) i Jean-Marc Panis (EELV)
- Bruno Lemaire (FN) i Anne-Marie Lahaxe (FN)

### Cantó de la Vall de l'Aglí
Conseller general: 
Candidats:
- André Bascou (UMP) i Marie-Claude Conte Grégoire (UC)
- Joël Diago (L'Olivier) i Elizabeth Ruiz (L'Olivier)
- Charles Chivilo (PRG) i Lola Beuze (PCF)
- Robert Olives (FN) i Florence Jurado (FN)

### Cantó de la Vall del Tet
Conseller general: 
Candidats:
- Robert Raynaud (UMP) i Armelle Revel (UMP)
- Damienne Beffara (PS) i Robert Olive (PS)
- Robert Rappelin (FN) i Sandrine Dogor (FN)
- Jean-Jacques Cadeac (Front de Gauche) i Félicité Bullot (Front de Gauche)

### Cantó del Vallespir Albera
Conseller general: 
Candidats:
- Brigitte Ferrer (SE) i Alexandre Puignau (CDC), candidatura de UMP, UDI i CDC.
- Jean-Pierre Brazès (UDI) i Nathalie Bussières (SE)
- Martine Rolland (PS) i Robert Garrabé (PS)
- Chantal Dubon (PG) i Jean Guichet (PCF)
- Stéphane Massanell (FN) i Gaële Lehembre (FN)

| Candidats           | Candidats          | Partits          | Partits          | Primera volta | Primera volta | Segona volta | Segona volta |
| Candidats           | Candidats          | Partits          | Partits          | Vots          | %             | Vots         | %            |
| ------------------- | ------------------ | ---------------- | ---------------- | ------------- | ------------- | ------------ | ------------ |
| 1                   | Brigitte Ferrer    |                  | UMP              | 2.810         | 22,23         |              |              |
| 1                   | Alexandre Puignau  |                  | CDC              | 2.810         | 22,23         |              |              |
| 2                   | Gaële Lehembre     |                  | FN               | 3.689         | 29,19         | 5.263        | 42,15        |
| 2                   | Stéphane Massanell |                  | FN               | 3.689         | 29,19         | 5.263        | 42,15        |
| 3                   | Robert Garrabé*    |                  | PS               | 4.411         | 34,90         | 7.222        | 57,85        |
| 3                   | Martine Rolland*   |                  | PS               | 4.411         | 34,90         | 7.222        | 57,85        |
| 4                   | Chantal Dubon      |                  | FG               | 1.154         | 9,13          |              |              |
| 4                   | Jean Guichet       |                  | FG               | 1.154         | 9,13          |              |              |
| 5                   | Jean-Pierre Brazès |                  | DVD              | 575           | 4,55          |              |              |
| 5                   | Nathalie Bussière  |                  | DVD              | 575           | 4,55          |              |              |
|                     |                    |                  |                  |               |               |              |              |
| Inscrits            | Inscrits           | Inscrits         | Inscrits         | 24.140        | 100,00        | 24.140       | 100,00       |
| Abstencions         | Abstencions        | Abstencions      | Abstencions      | 10.961        | 45,41         | 10.347       | 42,86        |
| Votants             | Votants            | Votants          | Votants          | 13.179        | 54,59         | 13.793       | 57,14        |
| Blancs              | Blancs             | Blancs           | Blancs           | 367           | 2,78          | 889          | 6,45         |
| Nuls                | Nuls               | Nuls             | Nuls             | 173           | 1,31          | 419          | 3,04         |
| Vots a candidats    | Vots a candidats   | Vots a candidats | Vots a candidats | 12.639        | 95,90         | 12.485       | 90,52        |
| * conseller sortint |                    |                  |                  |               |               |              |              |